# Borgosesia
Borgosesia is een gemeente in de Italiaanse provincie Vercelli (regio Piëmont) en telt 13.755 inwoners (31-12-2004). De oppervlakte bedraagt 40,6 km², de bevolkingsdichtheid is 339 inwoners per km².

## Demografie
Borgosesia telt ongeveer 6089 huishoudens. Het aantal inwoners daalde in de periode 1991-2001 met 5,5% volgens cijfers uit de tienjaarlijkse volkstellingen van ISTAT.
| Jaar | Inwoneraantal |
| ---- | ------------- |
| 1991 | 14.731        |
| 2001 | 13.926        |

## Geografie
De gemeente ligt op ongeveer 354 m boven zeeniveau.
Borgosesia grenst aan de volgende gemeenten: Breia, Cellio, Grignasco, Guardabosone, Postua, Quarona, Serravalle Sesia, Valduggia, Varallo Sesia, Vocca.

## Externe link

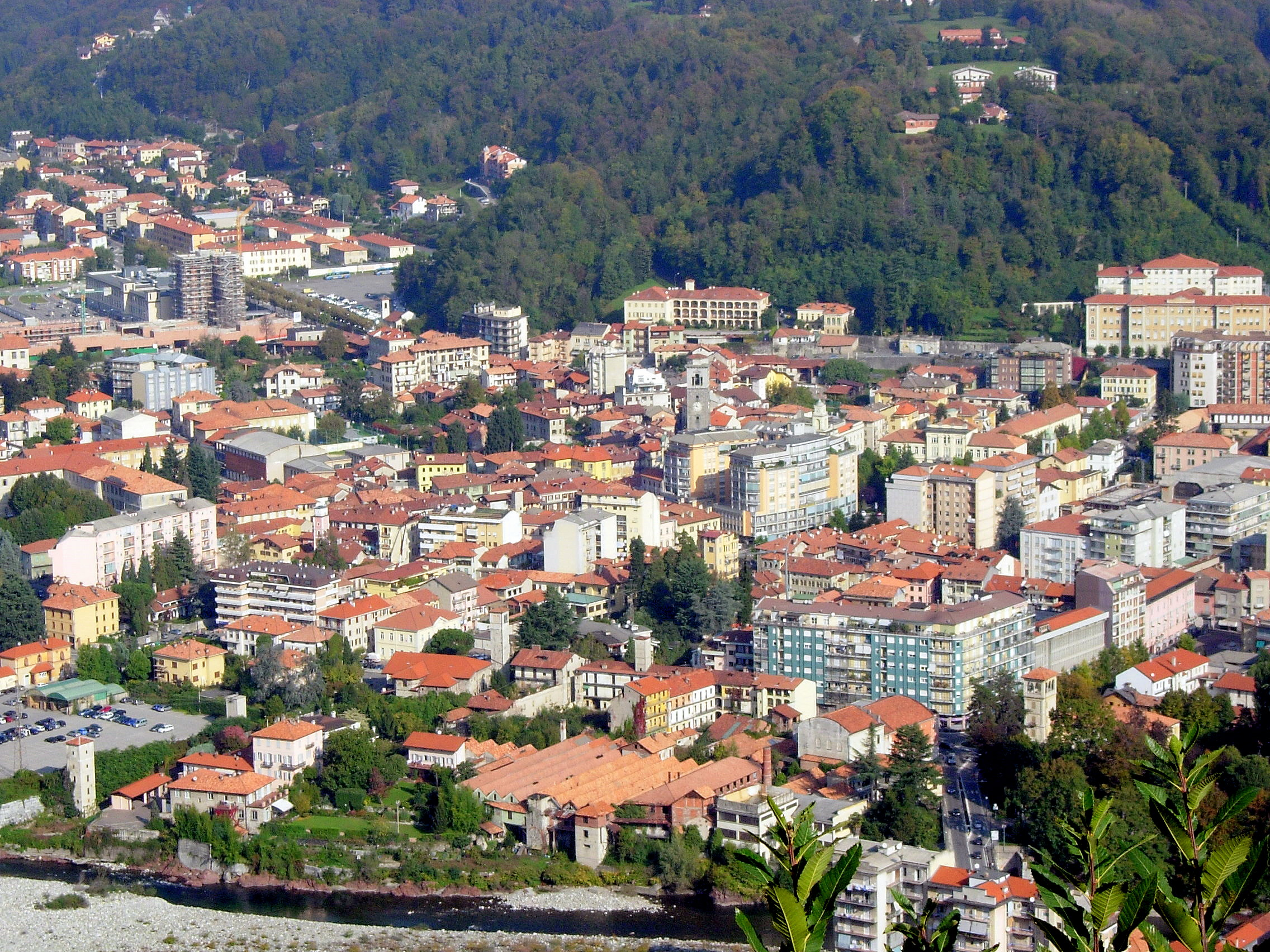
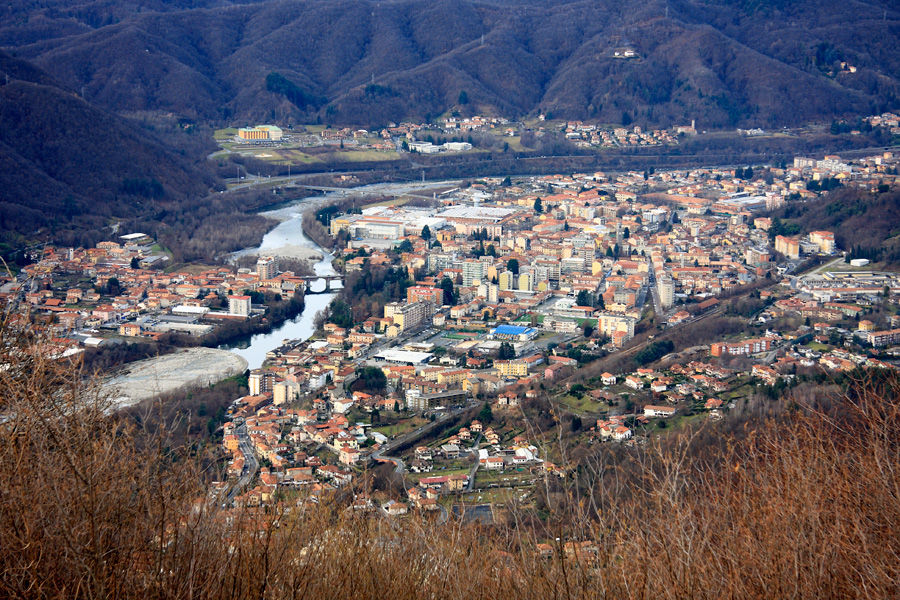
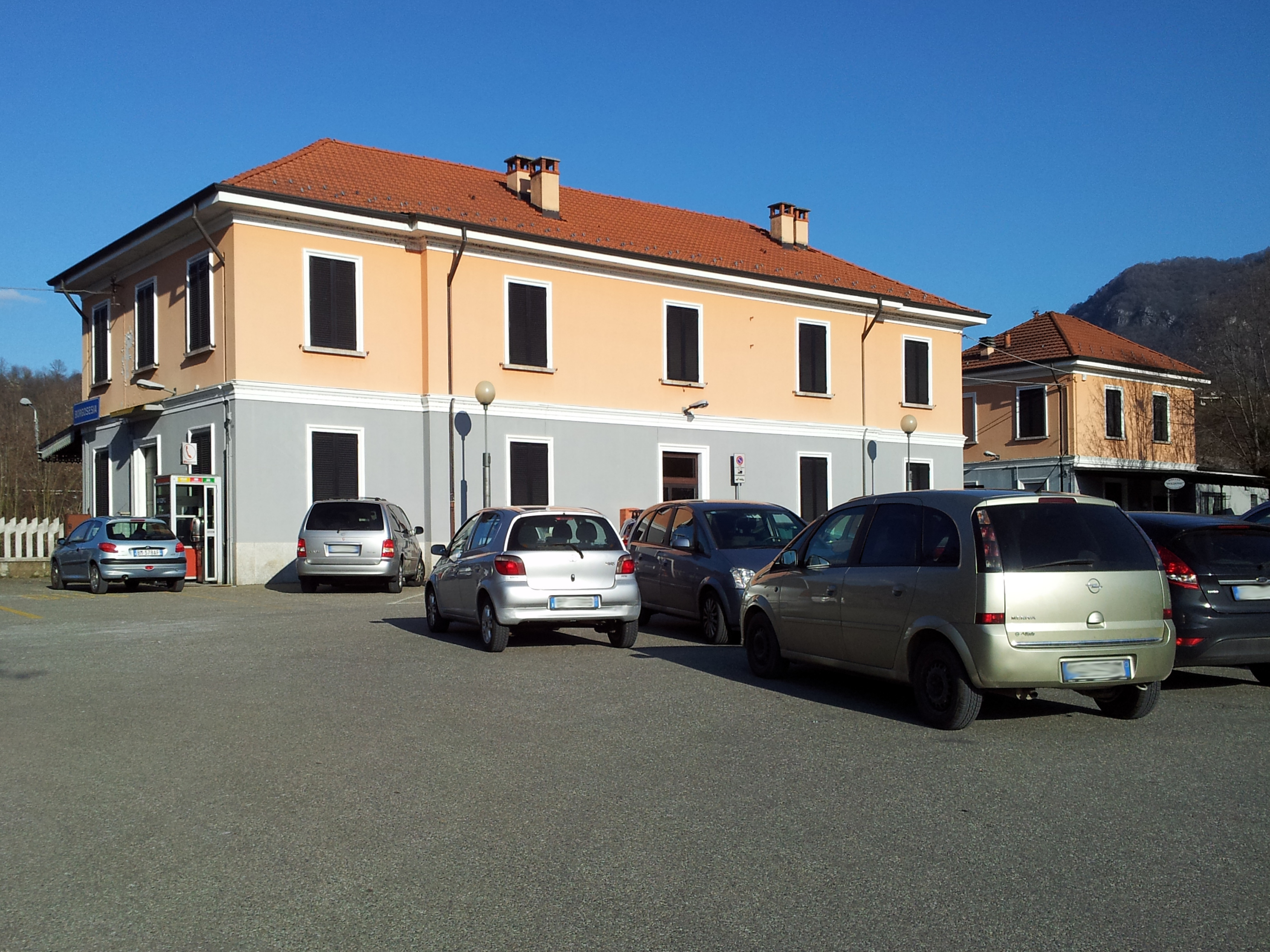

## Geboren
- Elena Romagnolo (1982), atlete